# Jacob Micflikier
Jacob Micflikier, född 11 juli 1984 i Winnipeg, är en kanadensisk professionell ishockeyspelare som spelar för Växjö Lakers HC i SHL. Efter att ha spelat universitetsishockey i New Hampshire under fyra år, gjorde Micflikier debut i AHL för Springfield Falcons 2007. De tre efterföljande säsongerna pendlade han mellan spel i AHL och ECHL, där han, förutom Falcons, också representerade klubbarna Rochester Americans och Albany River Rats (AHL), samt Stockton Thunder och Florida Everblades (ECHL). Därefter spelade han en AHL-säsong vardera för Charlotte Checkers och Hershey Bears, innan han lämnade Nordamerika för spel i Europa.
Sommaren 2012 skrev Micflikier ett avtal med schweiziska EHC Biel i NLA. Efter en poängmässigt stark säsong lämnade han klubben för spel med HK Dinamo Minsk i KHL, som han dock fick lämna efter endast elva matcher. Han återvände till NLA för att avsluta säsongen med HC Lugano. Därefter tillbringade han en säsong vardera med Linköping HC och Luleå HF i SHL, innan han 2016 återvände till Biel i NLA. Efter tre säsonger i NLA där han också spelade för Fribourg-Gottéron, återvände han i januari 2020 till Sverige för spel med Växjö Lakers.
Micflikier har spelat över tio landskamper för Kanada och gjorde A-landslagsdebut i december 2012.

## Karriär

### Klubblag

#### 2003–2012: Början av karriären och etablering i AHL
2003 började Micflikier spela universitetsishockey i New Hampshire. På fyra säsonger stod han för 150 poäng på 153 matcher och noterades för totalt fyra hat trick. Efter den sista säsongen i New Hampshire avslutade han säsongen 2006/07 med Springfield Falcons i AHL. Den 28 mars 2007 skrev han ett amatörkontrakt med Falcons och spelade samma dag sin första AHL-match. I den följande matchen, den 30 mars, noterades han för sitt första mål i AHL, på Hannu Toivonen, i en 2–5-förlust mot Providence Bruins. Under de nio matcher han spelade för Falcons stod Micflikier för tre mål och en assist.
Den 25 juli 2007 skrev Micflikier på sitt första proffskontrakt då Falcons förlängde avtalet med honom med ytterligare ett år. Under säsongens gång pendlade Micflikier mellan spel i Falcons och spel med Stockton Thunder i ECHL. Han inledde säsongen med Thunder där han totalt spelade 29 grundseriematcher och noterades för 37 poäng (10 mål, 27 assist). I mars 2008 gjorde han en kort sejour med Falcons med vilka han spelade totalt åtta matcher under säsongen (ett mål, fyra assist). Han spelade slutspel i ECHL där han hade ett snitt på över två poäng per match och var lagets poängmässigt bästa spelare. På sex matcher stod han för 13 poäng, varav fem mål. Vid säsongens slut lämnade han Falcons då han skrivit på ett ettårskontrakt med Rochester Americans. Även denna säsong spelade Micflikier både i AHL och i ECHL, för Florida Everblades. Han inledde säsongen med Everblades. I november 2008 utsågs han till veckans spelare i ECHL, bland annat efter att han gjort sex poäng i en och samma match (två mål, fyra assist). Han spelade större delen av säsongen i AHL för Americans där han på 39 grundseriematcher noterades för fyra mål och tolv assist. Han återvände till Everblades i sluttampen av säsongen och i grundserien snittade han över två poäng per match (21 poäng på 8 matcher). I det följande slutspelet stod han för fyra poäng på sex matcher. 

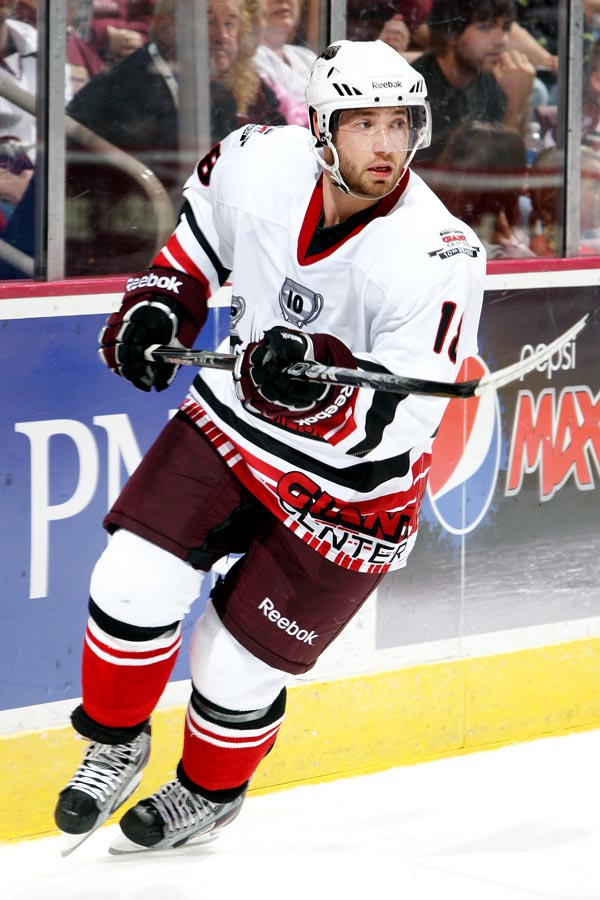
Micflikier med Hershey Bears 2011.

Den 10 september 2009 slöt Micflikier ett avtal med Albany River Rats, som blev hans tredje AHL-klubb. Både River Rats och Americans hade ett samarbete med Everblades i ECHL. Micflikier inledde åter säsongen med spel för Everblades. Den 5 november 2009 stod han för ett hattrick och totalt sex poäng i en 7–0-seger mot Charlotte Checkers. Totalt stod han för 32 poäng på 16 matcher i ECHL. Han blev utsedd till månades spelare i ECHL i november 2009 och blev senare uttagen att spela i ligans All Star-match. Större delen av säsongen tillbringade han dock i AHL. Han gjorde sitt första hattrick i AHL den 17 januari 2010 då River Rats besegrade Providence Bruins med 4–1. Han utsågs samtidigt till matchens första stjärna. Han slutade på tredje plats i lagets interna poängliga med 40 poäng på 59 grundseriematcher (18 mål, 22 assist). Han spelade därefter sitt första Calder Cup-slutspel där River Rats slogs ut i kvartsfinal av Hershey Bears med 4–0 i matcher.
Den 29 juli 2010 förlängde Micflikier sitt avtal med den nya klubben Charlotte Checkers, som bildats då Albany River Rats förflyttats. För första gången tillbringade Micflikier hela säsongen i AHL. Den 11 november 2010 gjorde han sitt andra hattrick i AHL, och det första hattricket för Checkers någonsin, i en 6–1-seger mot Bridgeport Sound Tigers. Han spelade 78 matcher för Checkers och slutade trea i lagets interna poängliga med 61 poäng (29 mål, 32 assist). Laget tog sig i slutspelet fram till semifinalspel där man föll mot Binghamton Senators med 4–0 i matcher.
Med en poängstark säsong i ryggen skrev Micflikier ett ettårsavtal med NHL-klubben Washington Capitals den 14 juli 2011. Han fick dock aldrig chansen att spela i NHL och tillbringade istället hela säsongen i klubbens farmarlag Hershey Bears i AHL. Han missade en stor del av sluttampen av grundserien på grund av en skada. Han gjorde en av sina poängmässigt bästa grundserier i AHL med nära en poäng per match i snitt. På 57 matcher stod han för 56 poäng, varav 21 mål. I slutspelet slogs Bears omgående ut av Wilkes-Barre/Scranton Penguins med 3–2 i matcher. Detta kom att bli Micflikiers sista säsong i Nordamerika.

#### 2012–2020: Spel i Europa
På grund av NHL-lockouten 2012 lämnade Micflikier Nordamerika för spel i Europa. I juni samma år skrev han ett ettårskontrakt med den schweiziska klubben EHC Biel i Nationalliga A. Han gjorde ligadebut i september 2012 och under säsongens gång stod han för 50 poäng (21 mål, 29 assist) och vann därmed både lagets interna poäng- och skytteliga. I det följande slutspelet slogs man ut i den sjunde och avgörande kvartsfinalen mot Fribourg-Gottéron. Micflikiers poängproduktion sjönk under slutspelet där han dock endast bara spelade fyra matcher (en assist).
Därefter lämnade han klubben för spel i KHL med HK Dinamo Minsk som han skrivit ett ettårskontrakt med. Han gjorde KHL-debut den 5 september 2013 och gjorde lagets enda mål, på Mikael Tellqvist, i en 2–1-förlust mot Dinamo Riga. Efter elva matcher och tre mål i KHL lämnade han laget och återvände till NLA, där han skrivit på ett tvåårsavtal med HC Lugano. I Lugano stod han för 27 poäng på 35 matcher (16 mål, 11 assist). Trots att han kom in senare i laget slutade han på tredje plats i den interna poängligan och var lagets näst främsta målskytt. Laget slutade på femte plats och i det följande slutspelet slogs man ut i den första rundan av Genève-Servette HC med 4–1 i matcher.
Under sommaren 2014 bröts avtalet med Lugano och den 25 juli 2014 meddelades det att Micflikier skrivit ett ettårsavtal med Linköping HC i SHL. Den 13 september samma år spelade han sin första SHL-match och gjorde samtidigt sina två första SHL-mål, på Gustaf Wesslau, i en 4–6-förlust mot HV71. Den 20 februari 2015 gjorde han sitt första hat trick i SHL och stod för totalt fyra poäng då Modo Hockey besegrades med 6–1. Med totalt 47 poäng på 54 grundseriematcher, varav 24 mål, slutade Micflikier på tredje och andra plats i lagets interna poäng- respektive skytteliga. Laget slutade på fjärde plats och i slutspelet slogs man ut i semifinalserien mot Skellefteå AIK med 4–1 i matcher. På elva slutspelsmatcher stod han för sju poäng och med fem mål var han, tillsammans med Broc Little och Nichlas Hardt, lagets främsta målskytt. Efter säsongens slut meddelade Linköpings general manager Fredrik Emvall att man inte hade för avsikt att förlänga avtalet med Micflikier då han enligt Emvall ville "ha ett tvåårsavtal och det är vi inte beredda att ge honom".

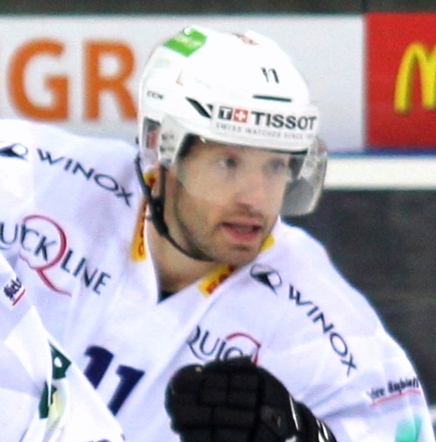
Micflikier med EHC Biel 2016.

Han lämnade Linköping och skrev istället ett tvåårsavtal med seriekonkurrenten Luleå HF den 11 maj 2015. I Luleå vann han både den interna poäng- och skytteligan: på 52 matcher noterades han för 33 poäng, varav 19 mål. Laget slutade på fjärde plats i grundserien och i slutspelet slogs man ut i semifinalserien mot Frölunda HC med 4–1 i matcher. Micflikier spelade tio av dessa matcher och slutade på tredje plats i den interna poängligan (två mål, sex assist).
I mitten av april 2016 bekräftades det att Micflikier nyttjat en klausul i sitt avtal med Luleå och lämnat klubben. Samtidigt meddelades det att han återvänt till EHC Biel med vilka han skrivit ett tvåårsavtal. Poängproduktionen försämrades något denna säsong och på 41 grundseriematcher stod han för 29 poäng. Med tolv mål var han dock en av de målfarligaste spelarna i laget. Man tog sig till slutspel där man i kvartsfinal slogs ut av SC Bern med 1–4 i matcher. Under sin tredje säsong i klubben och noterades för ett hattrick den 18 november 2017 i en 4–2-seger mot HC Lugano. På 41 grundseriematcher stod han för 32 poäng och var med 15 gjorda mål lagets näst bästa målskytt. I slutspelet slogs laget ut i semifinal av HC Lugano med 4–2 i matcher. Micflikier missade den sista matchen sedan han ådragit sig en allvarlig överkroppsskada.
Då avtalet med Biel gick ut efter säsongen 2017/18 stod Micflikier klubblös fram till den 17 oktober 2018 då han skrev ett korttidskontrakt med seriekonkurrenten Fribourg-Gottéron, med en förlängningsoption för resten av säsongen. Den 29 november samma år meddelade Fribourg-Gottéron att man utnyttjat optionen och förlängt Micflikiers avtal säsongen ut. Han spelade 27 grundseriematcher för klubben och noterades för 15 poäng. Laget slutade på tolfte plats och via kvalspel säkrade de nytt kontrakt i ligan.
Den 18 januari 2020 meddelades det att Micflikier skrivit ett avtal med Växjö Lakers HC i SHL för återstoden av säsongen. Detta kom att bli Micflikier sista säsong som professionell ishockeyspelare. Han spelade totalt 18 matcher för Växjö och noterades för fem mål och fyra assist.

### Landslag
Micflikier gjorde debut i Kanadas A-landslag under Spengler Cup 2012. Den första matchen skedde den 26 december 2012 mot Adler Mannheim. Kanada vann turneringen och totalt spelade Micflikier fyra matcher, som han gick poänglös ur. 2013 blev han uttagen till samma turnering. I kvartsfinalen mot Rochester Americans gjorde Micflikier sina två första landslagsmål, på Nathan Lieuwen. På fyra matcher noterades Micflikier för fyra poäng. Med sina tre mål var han, tillsammans med Byron Ritchie, lagets främste målskytt.

## Statistik
| 2001–02    | Sioux Falls Stampede        | USHL        | 61  | 24 | 20  | 44  | 30  | 3  | 0 | 0 | 0  | 6  |
| 2002–03    | Sioux Falls Stampede        | USHL        | 59  | 31 | 36  | 67  | 26  | —  | — | — | —  | —  |
| 2003–04    | University of New Hampshire | Hockey East | 39  | 11 | 15  | 26  | 24  | —  | — | — | —  | —  |
| 2004–05    | University of New Hampshire | Hockey East | 42  | 20 | 24  | 44  | 44  | —  | — | — | —  | —  |
| 2005–06    | University of New Hampshire | Hockey East | 37  | 16 | 26  | 42  | 52  | —  | — | — | —  | —  |
| 2006–07    | University of New Hampshire | Hockey East | 35  | 11 | 27  | 38  | 37  | —  | — | — | —  | —  |
| 2006–07    | Springfield Falcons         | AHL         | 9   | 3  | 1   | 4   | 4   | —  | — | — | —  | —  |
| 2007–08    | Stockton Thunder            | ECHL        | 29  | 10 | 27  | 37  | 29  | 6  | 4 | 9 | 13 | 10 |
| 2007–08    | Springfield Falcons         | AHL         | 8   | 1  | 4   | 5   | 0   | —  | — | — | —  | —  |
| 2008–09    | Florida Everblades          | ECHL        | 8   | 9  | 12  | 21  | 13  | 6  | 2 | 2 | 4  | 8  |
| 2008–09    | Rochester Americans         | AHL         | 39  | 4  | 12  | 16  | 12  | —  | — | — | —  | —  |
| 2009–10    | Florida Everblades          | ECHL        | 16  | 9  | 23  | 32  | 15  | —  | — | — | —  | —  |
| 2009–10    | Albany River Rats           | AHL         | 59  | 18 | 22  | 40  | 30  | 7  | 1 | 1 | 2  | 2  |
| 2010–11    | Charlotte Checkers          | AHL         | 78  | 29 | 32  | 61  | 80  | 14 | 0 | 3 | 3  | 6  |
| 2011–12    | Hershey Bears               | AHL         | 57  | 21 | 35  | 56  | 58  | 5  | 0 | 1 | 1  | 2  |
| 2012–13    | EHC Biel                    | NLA         | 48  | 21 | 29  | 50  | 26  | 4  | 0 | 1 | 1  | 0  |
| 2013–14    | HK Dinamo Minsk             | KHL         | 11  | 3  | 0   | 3   | 8   | —  | — | — | —  | —  |
| 2013–14    | HC Lugano                   | NLA         | 35  | 16 | 11  | 27  | 45  | 2  | 0 | 1 | 1  | 10 |
| 2014–15    | Linköping HC                | SHL         | 54  | 24 | 23  | 47  | 26  | 11 | 5 | 2 | 7  | 10 |
| 2015–16    | Luleå HF                    | SHL         | 52  | 19 | 14  | 33  | 34  | 10 | 2 | 6 | 8  | 6  |
| 2016–17    | EHC Biel                    | NLA         | 41  | 12 | 17  | 29  | 18  | 4  | 1 | 1 | 2  | 4  |
| 2017–18    | EHC Biel                    | NLA         | 41  | 15 | 17  | 32  | 16  | 8  | 5 | 1 | 6  | 4  |
| 2018–19    | Fribourg-Gottéron           | NLA         | 27  | 9  | 6   | 15  | 16  | 5  | 1 | 1 | 2  | 2  |
| 2019–20    | Växjö Lakers HC             | SHL         | 18  | 5  | 4   | 9   | 4   | —  | — | — | —  | —  |
| AHL totalt | AHL totalt                  | AHL totalt  | 250 | 76 | 106 | 182 | 184 | 26 | 1 | 5 | 6  | 10 |
| NLA totalt | NLA totalt                  | NLA totalt  | 192 | 73 | 80  | 153 | 121 | 23 | 7 | 5 | 12 | 20 |
| SHL totalt | SHL totalt                  | SHL totalt  | 124 | 48 | 41  | 89  | 64  | 21 | 7 | 8 | 15 | 16 |